# Harrie Jekkers
Hendricus Theodorus (Harrie) Jekkers (Den Haag, 1 juli 1951) is een Nederlandse zanger, schrijver en cabaretier.

## Biografie
Jekkers werd geboren in de Haagse Schilderswijk en groeide twee jaar later verder op in Moerwijk. Hij ging naar de middelbare school op het Thomas More College in Den Haag, en hij studeerde Engels in de stad Groningen. Daarna stond hij enige jaren in Utrecht voor de klas. Nadat het laatste niet zo'n groot succes bleek, begon hij, dankzij zijn vader, met het schrijven van liederen en teksten.
In 1978 richtte Jekkers samen met Koos Meinderts de groep 't Klein Orkest op. Dit gebeurde nadat de groep "Groot Orkest" uiteen was gevallen. Hij had in 1982 solo een groot succes onder het pseudoniem Harry Klorkestein (anagram van Klein Orkest) met de hit O, o, Den Haag. Het lied werd door Henny de Jong, de technicus van 't Klein Orkest, geplaybackt op tv. Het lied wordt vaak als het officieuze volkslied van Den Haag beschouwd. De doorbraak van 't Klein Orkest kwam met het nummer Over de muur dat Jekkers zo neutraal mogelijk schreef, hoewel het als protestlied bekend staat.
In 1985 viel de groep uit elkaar en begon Jekkers een carrière als cabaretier. Zijn liedteksten schreef hij weer samen met Koos Meinderts.  Voor Kinderen voor Kinderen 11 schreef hij De kerstezel. In het programma Het Gelijk van de Koffietent nam Jekkers het nummer zelf op, waarbij hij de originele orkestband van Kinderen voor Kinderen gebruikte. In hun laatste voorstelling Jekkers & Koos (1999) stonden ze samen op het toneel. Jekkers schreef de liedjes voor het kindertheaterstuk De snoepwinkel van Zevensloten, dat in 2007 in première ging.
In 2015 ging Jekkers samen met Jeroen van Merwijk terug de theaters in onder de naam Jekkers en Jeroen. In de theaterseizoenen 2017-2019 maakte Klein Orkest een comebacktournee, met de titel Later is allang begonnen en vroeger komt nog één keer terug. Dit is een knipoog naar het nummer Later is allang begonnen van het gelijknamige album uit 1984.
Na jaren in Utrecht te hebben gewoond is Jekkers sinds 2001 woonachtig op Ibiza.
In november 2022 werd het pleintje voor de Koninklijke Schouwburg aan het Korte Voorhout in Den Haag omgedoopt tot het Harrie Jekkersplein.

## Prijzen
- 1986 - Edison voor het album Roltrap naar de maan van Klein Orkest.
- 1991 - Annie M.G. Schmidt-prijs voor het beste Nederlandse Kleinkunstlied: Terug bij af.
- 1993 - Nationale Scheveningen Cabaretprijs voor Met een Goudvis naar Zee.
- 2009 - Zilveren Griffel voor het boek Ballade van de dood dat hij met Koos Meinderts schreef.

### MetKoos Meinderts
- 1983 - Tejo, de lotgevallen van een geëmancipeerde man
- 1985 - Uit de school geklapt
- 1988 - Kunst met peren
- 1990 - De zingende zwanehals
- 1993 - De kinderverslinder (liedteksten)
- 2000 - Achter de duinen (liedteksten, met cd)
- 2001 - Leve het nijlpaard! (De Harmonie)
- 2008 - Ballade van de dood, met illustraties van Piet Grobler (Lemniscaat; Zilveren Griffel 2009)
- 2017 - Roltrap naar de maan (Rubinstein; met illustraties van Annette Fienieg. Prentenboek met alle kinderliedjes van Klein Orkest. Met cd. ISBN 978-90-476-2403-5)

## Cabaretprogramma's/Theater
- 1988 - 2 x 3 kwartier, cabaret (met Léon Smit en Chris Prins)
- 1990 - Het gelijk van de koffietent, cabaret
- 1992 - Met een goudvis naar zee, cabaret
- 1995 - Het geheim van de Lachende Piccolo, cabaret
- 1998 - Twee artiest voor één geld (met Jeroen van Merwijk)
- 1999 - Piggelmee, kindermusical
- 1999 - Jekkers & Koos : Het verhaal achter de liedjes, theatervoorstelling van Jekkers en Meinderts
- 2004 - De club van lelijke kinderen, kindermusical
- 2007 - De snoepwinkel van Zevensloten, kindermusical
- 2007 - De club van lelijke kinderen festival-tourproductie, kindermusical
- 2007 - De winterkoningin, kindermusical
- 2015 - Als we zo vrij mogen zijn (met Jeroen van Merwijk)
- 2017 - Later is allang begonnen en vroeger komt nog één keer terug (met Klein Orkest)
- 2018 - Achter de duinen (met Koos Meinderts)
- 2024 - In mijn liedjes kan ik wonen

## Discografie
- 1988 - Yoghurt met banaan
- 1988 - 't Hek (single)
- 1991 - De man in de wolken
- 1991 - Terug bij af (single)
- 1993 - Oliebol van krentenkoek (jeugd-cd)
- 1994 - The Collection (compilatie van de albums Yoghurt met banaan en De man in de wolken)
- 1994 - Met een goudvis naar zee (cabaretregistratie)
- 1996 - Het gelijk van de koffietent (cabaretregistratie)
- 1997 - Mijn ikken met onder andere Ik hou van mij, in 2020 gecoverd door Tabitha
- 1997 - Het geheim van de lachende piccolo (cabaretregistratie)
- 1997 - Zo mooi (single)
- 1998 - Er ging een vis uit fietsen (jeugd-cd)
- 2010 - 2 x 3 kwartier (cabaretregistratie - onderdeel van de verzamelbox Tot Zo Ver)

Met Klein Orkest:
- 1979 - Het Tivolilied (single)
- 1982 - Het leed versierd
- 1982 - Ellie (single)
- 1982 - Laat mij maar alleen (single)
- 1983 - Koos Werkeloos (single)
- 1983 - Over 100 jaar (single)
- 1984 - Later is allang begonnen (Edisongenomineerd)
- 1984 - Alles over jou (single)
- 1984 - Over de muur (single)
- 1985 - Roltrap naar de maan (Edison 1986)
- 1985 - De leugenaar (single)
- 1985 - Roltrap naar de maan (single)
- 1986 - Leve het nijlpaard (single)
- 1987 - Het beste van Klein Orkest
- 1996 - Alles
- 2019 - Later is allang begonnen en vroeger komt nog één keer terug (CD/DVD)

Met Koos Meinderts:
- 2001 - Het verhaal achter de liedjes (cabaretregistratie)

Met Fay Lovsky:
- 2008 - Verdriet is drie sokken (jeugd-cd)
- 2010 - Wind tegen, wind mee (compilatie van beste nummers, opnieuw gearrangeerd door Thijs Borsten, onderdeel van de verzamelbox Tot zo ver)

## Musicals
Met Koos Meinderts:
- 1998 - Piggelmee - Jeugdtheater Hofplein
- 2004 - De club van lelijke kinderen - Jeugdtheater Hofplein
- 2007 - De snoepwinkel van Zevensloten - Jeugdtheater Hofplein
- 2008 - De winterkoningin - Jeugdtheater Hofplein

- Gemeinsame Normdatei: 1049818830
- International Standard Name Identifier: 0000 0003 6916 5762
- Library of Congress Control Number: n93088387
- MusicBrainz: 1a53fbd8-8c5b-4b76-8b51-49945569e73a
- Nederlandse Thesaurus van Auteursnamen: 073546747
- Virtual International Authority File: 90993317
- WorldCat: E39PBJcGhR87bHF3pRpYyfdmh3